# Alois Mock

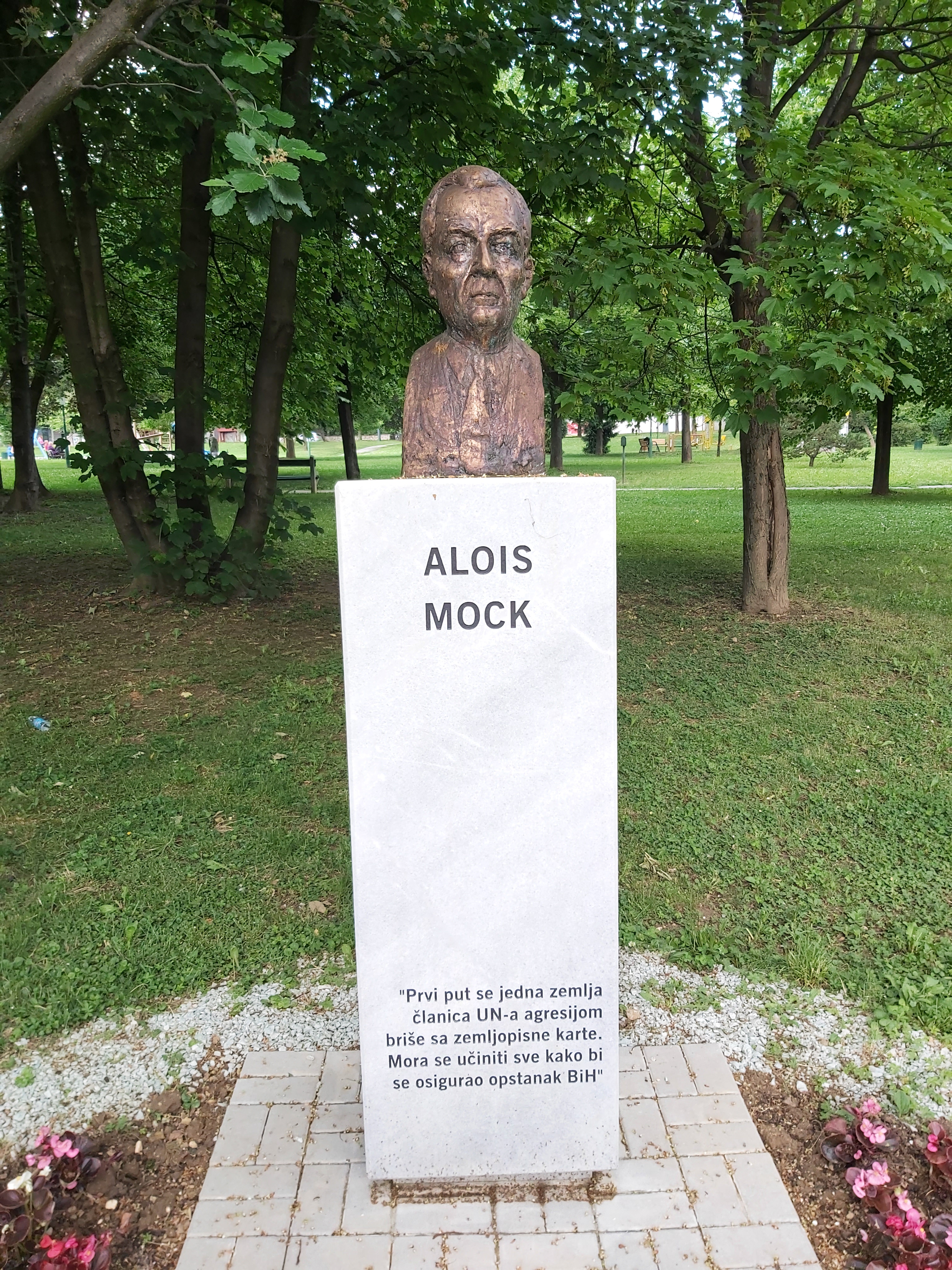
Alois Mock, Sarajevo

Alois Mock (Euratsfeld, 10 juni 1934 – Wenen, 1 juni 2017) was een Oostenrijks politicus van de ÖVP. Hij was van 21 januari 1987 tot 24 april 1989 vicekanselier van Oostenrijk en van 21 januari 1987 tot 4 mei 1995 bondsminister van Buitenlandse Zaken.

## Biografie
Afkomstig uit Euratsfeld, Neder-Oostenrijk, studeerde Mock rechten aan de Universiteit van Wenen. Hierop promoveerde hij in 1957. Aansluitend studeerde hij internationaal recht in Bologna (1957-1958) en Brussel (1960-1961). Tijdens zijn studie sloot hij zich aan bij de katholieke studentenvereniging K.A.V. Norica Wien die aangesloten is bij het ÖCV. Van 1960 tot 1966 was hij verbonden aan het bureau van bondskanselier Josef Klaus en adviseerde hij hem over vraagstukken die betrekking hadden op de Europese Economische Gemeenschap (EEG) en de Europese Vrijhandelsassociatie (EVA). In 1966 werd hij chef van het kabinet van de bondskanselier en ambtenaar op het bondsministerie van Buitenlandse Zaken. Van 1968 tot 1970 was hij de jongste minister van Onderwijs van Oostenrijk ooit.
Bij de parlementsverkiezingen van 1970 leed de ÖVP een verkiezingsnederlaag en belandde voor het eerst in haar bestaan in de oppositie. Mock werd bij die gelegenheid in de Nationale Raad gekozen. In 1971 werd hij tevens burgemeester van zijn geboorteplaats Euratsfeld. Van 1971 tot 1979 was hij bondsvoorzitter van de christendemocratische werknemersorganisatie ÖAAB.

### Oppositieleider
Mock werd in 1978 gekozen tot voorzitter van de ÖVP-fractie in de Nationale Raad, hetgeen hij tot 1987 bleef. Op 7 juli 1979 werd hij met 97,5% van de stemmen tijdens een partijcongres van de ÖVP gekozen tot partijvoorzitter. In datzelfde jaar had hij een aandeel in de oprichting van de Europese Democratische Unie (EDU). Hij werd verkozen tot eerste voorzitter van deze organisatie, wat hij tot 1998 bleef. Van 1983 tot 1989 was Mock voorzitter van de Internationale Democratische Unie (IDU), een internationale organisatie van conservatieve en centrumrechtse politieke partijen waarvan de EDU de Europese deelorganisatie vormt.

### Vicekanselier en bondsminister van Buitenlandse Zaken
Bij de parlementsverkiezingen van 1986 verloren de SPÖ en de FPÖ hun meerderheid in de Nationale Raad, waarna bondskanselier Franz Vranitzky van de SPÖ en Mock van de ÖVP een "Grote Coalitie" vormden. In de gevormde bondsregering werd Mock vicekanselier en tevens bondsminister van Buitenlandse Zaken (1987). Als minister van Buitenlandse Zaken sloot hij met zijn Hongaarse collega Gyula Horn een overeenkomst waarbij werd besloten om de grens tussen Oostenrijk en Hongarije (voornamelijk een prikkeldraadomheining bewaakt door grenswachten) open te stellen. Op 11 september 1989 werd de grens tussen beide landen formeel geopend waardoor burgers van de Duitse Democratische Republiek (DDR) via Oostenrijk naar de Bondsrepubliek Duitsland konden reizen. Deze maatregel droeg bij aan de val van het communistische regime in Oost-Duitsland.
Alois Mock geldt als de "vader van de Oostenrijkse toetreding tot de Europese Unie". De Oostenrijkse regering zette alles op alles om Oostenrijk toe te laten treden tot de Europese Unie (EU). Mock en diens staatssecretaris Brigitte Ederer leidden de onderhandelingen met de EU namens de Oostenrijkse regering die op 1 maart 1994 werden afgesloten. In een referendum op 12 maart 1994 sprak 66,6% van de bevolking zich uit voor aansluiting van hun land bij de EU. Sinds 1 januari 1995 is Oostenrijk officieel lid van de EU.
In 1991 drong Mock er bij de Duitse regering op aan om over te gaan tot de erkenning van de onafhankelijkheid van de Joegoslavische deelrepublieken Slovenië en Kroatië. De erkenning van beide republieken door Oostenrijk en Duitsland leidde ertoe dat ook andere Europese landen volgden. Vanwege zijn inzet voor de onafhankelijkheid van Kroatië genoot Mock in dat land een grote populariteit.
Alois Mock streefde naar nauwe samenwerking tussen Oostenrijk en andere Centraal-Europese staten. In november 1989 kwam het tot een eerste samenwerkingsovereenkomst tussen Oostenrijk en andere landen in Midden-Europa. In 1994 groeide deze samenwerking uit tot het Central European Initiative, waartoe ook Oost-Europese landen behoren.
Begin jaren negentig onderhandelde Mock met de Italiaanse regering over de status van Zuid-Tirol, een Italiaanse provincie waar een substantiële minderheid Duitstalig is. In 1992 kwam het zogenaamde Südtirol-Paket van de grond waarin de autonomie van Zuid-Tirol verder werd geregeld.

### Na zijn ministerschap
In 1995 trad Mock terug als minister. Hij nam vervolgens zitting in de Nationale Raad. In 1999 nam hij afscheid van de politiek, omdat de ziekte van Parkinson het hem onmogelijk maakte om nog verder te werken. In datzelfde jaar werd hij benoemd tot ere-voorzitter van de ÖVP.

## Onderscheidingen
- Grote Gouden Ereteken aan het lint voor Verdienste voor de Republiek Oostenrijk
- Gouden Commandeurs Kruis met Ere-Ster van Verdienste van het Land Opper-Oostenrijk
- Grote Gouden Medaille van het Land Opper-Oostenrijk
- Medaille van Tirol
- Grote Orde van Montfort van Vorarlberg
- Karinthische Orde in Goud
- Grootkruis van Verdienste van de Orde van Verdienste van de Bondsrepubliek Duitsland
- Grootkruis Orde van Verdienste (Italië)
- Legioen van Eer (Frankrijk)
- Grootkruis Orde van Oranje-Nassau (Nederland)
- Grootkruis Vorstelijk Liechtensteinse Orde van Verdienste
- Orde van Koning Dmitar Zvonimir (Kroatië)
- Orde van de Draak van Bosnië
- Moeder Theresa Medaille (Albanië)
- Grootkruis Orde van Verdienste van Cyprus
- Orde van Verdienste van de Republiek Polen
- Orde van Stara Planina, 1e klasse (Bulgarije)
- Orde van de Ster van Jordanië (Jordanië)
- Grootkruis Orde van Ummayad Syrië
- Orde van Diplomatieke Verdienste Gwanghwa Medal (Zuid-Korea)
- Grootkruis Orde van Bernardo O'Higgins (Chile)
- Grootkruis Orde van de Bevrijder San Martin (Argentina)
- Ster van Mahaputera, 2e klasse (Indonesië)
- Orde van de Rijzende Zon (Japan)
- Grootkruis Orde van Sint-Gregorius
- Grootcommandeur Orde van de Ster van Roemenië
- Grootorde van Verdienste van Zuid-Tirol
- Vredesverbinding van Mostar (Bosnië-Herzegovina)
- Grootcommadeurskruis Orde van de Hongaarse Republiek
- Orde van de Provincie Zuid-Tirol (Alto Adige)
- Nationale Orde van Verdienste met de rang van Commandeur (Romanië)